# 克朗哈氏甲鯰
克朗哈氏甲鯰，為輻鰭魚綱鯰形目甲鯰科的其中一種，為熱帶淡水魚，分布於南美洲巴西Ribeira de Iguape河流域，體長可達12公分，棲息在沙石底質底層水域，以藻類為食，生活習性不明。

## 扩展阅读
維基物種上的相關：克朗哈氏甲鯰